# Carl Crawford
Carl Crawford (nacido el 5 de agosto de 1981, Houston, Texas)
Es un beisbolista estadounidense. Juega para Los Angeles Dodgers y su posición habitual es jardinero izquierdo.

## Trayectoria
Debutó la temporada de 2002 con Tampa Bay Rays con un promedio de bateo de .259 en 63 juegos. En 2005 mejoraría su ofensiva en .301 en 156 partidas y quince cuadrangulares. 
Por tres años consecutivos logró el primer lugar, en la Liga Americana, con el mayor número de triples (2004-2006). Asimismo, ha obtenido cuatro veces el mayor monto de bases robadas (2003-2004, 2006-2007). Junto a su equipo arribó a la Serie Mundial de 2008 frente a Philadelphia Phillies.
El 9 de diciembre de 2010 pasa a la franquicia de las Medias Rojas de Boston con un contrato de $142,000,000 por 7 años.